# Stelle (Landkreis Harburg)
Stelle ist eine Gemeinde im Landkreis Harburg in Niedersachsen.

## Geographie

### Lage
Die Ortsteile Wuhlenburg, Rosenweide und Fliegenberg liegen direkt am südlichen Elbufer. Die Ortsteile Achterdeich und der nördliche Teil des Hauptortes Stelle liegen noch in der Marsch, der südliche Teil des Hauptortes sowie Ashausen und Büllhorn liegen auf der Geest, auf den nördlichen Enden der eiszeitlichen Moränenlandschaft am südlichen Rand des Elbe-Urstromtals. Die Höhe über NN beträgt 1 bis 60 m. Im Süden der Gemeinde in Richtung Ohlendorf und Holtorfsloh liegt der Buchwedel, ein Waldgebiet mit Buchen-Mischwald, in dem sich die höchsten Erhebungen befinden. Stelle liegt mit eigenem Bahnhof an der Bahnstrecke Hannover–Hamburg (ca. 30 Minuten), außerdem an der Autobahn 39 (A 39) Hamburg – Lüneburg. Die Vorläuferstraße der Autobahn, die Kreisstraße 86, verläuft durch das Ortszentrum.

### Gemeindegliederung
Zur Gemeinde Stelle gehören die Orte Achterdeich, Ashausen, Büllhorn, Fachenfelde, Fliegenberg, Kieselshöh, Rosenweide, Stelle und Wuhlenburg sowie die Gehöfte Am Abendberge und Am Buchwedel.

### Nachbargemeinden
| Hamburg 27 km              | Oststeinbek 30 km Barsbüttel 36 km          | Wentorf bei Hamburg 36 km Reinbek 37 km |
| Seevetal 6 km              | Kompassrose, die auf Nachbargemeinden zeigt | Winsen (Luhe) 7 km                      |
| Buchholz (Nordheide) 23 km | Bispingen 42 km                             | Lüneburg 30 km                          |

## Geschichte
Auf eine Besiedlung bei Stelle in prähistorischer Zeit weisen zahlreiche Hügelgräber im Westen des Ortes hin, die in der Frühbronzezeit um 1800 v. Chr. angelegt wurden. Dort befindet sich auch ein eisenzeitlicher Urnenfriedhof aus der Zeit um 600 bis 300 v. Chr.
Stelle wurde 1197 erstmals urkundlich erwähnt. Kirchlich gehörten die Steller Ortschaften teils nach Pattensen, teils nach Winsen. Erst in der zweiten Hälfte des 20. Jahrhunderts wurden eigene Kirchengemeinden in Stelle, Ashausen und Fliegenberg gebildet.
2008 wurde in Stelle ein Mahnmal – bestehend aus einem Gedenkstein mit einer Gedenktafel – für den jungen polnischen Zwangsarbeiter Julian Milejski enthüllt, der hier am 4. Mai 1942 von den Nationalsozialisten wegen „Rassenschande“ hingerichtet worden war.

## Eingemeindungen
Die Gemeinde Achterdeich wurde 1968 Teil der Gemeinde Stelle. Am 1. Juli 1972 wurden die Gemeinden Ashausen (mit Büllhorn), Fliegenberg und Rosenweide (mit Wuhlenburg) eingegliedert. Am 1. Juli 1981 kam ein Gebietsteil der Kreisstadt Winsen (Luhe) mit damals etwa 80 Einwohnern hinzu.

## Politik

### Bürgermeister
Der Bürgermeister in Stelle wurde am 6. November 2016 neu gewählt. Neuer hauptamtlicher Bürgermeister ist Robert Isernhagen, der im ersten Wahlgang mit 52 % gewählt wurde.

### Gemeinderat
Der Rat der Gemeinde Stelle besteht aus 28 Ratsfrauen und Ratsherren. Dies ist die festgelegte Anzahl für eine Gemeinde mit einer Einwohnerzahl zwischen 11.001 und 12.000 Einwohnern. Die Ratsmitglieder werden durch eine Kommunalwahl für jeweils fünf Jahre gewählt. Neben den 28 in der Gemeinderatswahl gewählten Mitgliedern ist außerdem der hauptamtliche Bürgermeister im Rat stimmberechtigt.
Aus dem Ergebnis der Kommunalwahl 2021 ergab sich folgende Sitzverteilung:
| Gemeinderat 2021Insgesamt 28 Sitze - Linke: 1 - SPD: 7 - Grüne: 5 - BIGS: 2 - FWG-FSA: 2 - UWA: 1 - CDU: 9 - AfD: 1 |

### Gemeindepartnerschaften
Stelle unterhält Partnerschaften mit dem französischen Plouzané (seit 1991) und mit Glenfield im Vereinigten Königreich (seit 1997). Die Organisation liegt bei zwei Arbeitskreisen.
Außerdem bestehen enge Kontakte zu Bording in der dänischen Ikast-Brande Kommune und zu Notodden (Norwegen) mit häufigen gegenseitigen Besuchen, organisiert vom Partnerschaftsausschuss.

### Wappen der Ortsteile
|  |  |  | Rosenweide |

## Religion
Eigene evangelisch-lutherische Kirchengemeinden bestehen in Stelle, Ashausen und Fliegenberg.
In Stelle gab es 1861 Initiativen zur Bildung einer eigenen Kirchengemeinde, um nicht mehr den Weg nach Pattensen zum Gottesdienst machen zu müssen. 1866 kam es zur Bildung eines Kapellenvorstandes, der den Bau einer Kirche in die Wege leitete. Die dreischiffige neugotische Backsteinkirche St. Michael wurde im Jahre 1868 eingeweiht. Stelle gehörte weiterhin kirchengemeindlich zu Pattensen und wurde 1955 selbständige Kirchengemeinde. 1968 wurde das Kirchenschiff erweitert und erhielt einen Glockenturm. Vier Glocken läuten darin, nach je einem Stichwort ihrer Inschriften mit den Namen „Glaube“, „Liebe“, „Hoffnung“ und „Frieden“ versehen. Die drei Fenster des Chorraumes wurden 1930 mit Motiven für Weihnachten, Ostern und Pfingsten gestaltet.
Die Anfänge der heutigen Evangelisch-Freikirchlichen Gemeinde (Baptisten) gehen auf das Jahr 1848 zurück. 1869 zählten sich 80 Personen zu ihr, als es zur Gründung einer zunächst unselbständigen Tochtergemeinde der Baptistengemeinde in Hamburg kam. 1890 wurde die erste eigene Kapelle errichtet; 1905 erlangte die Gemeinde die Selbständigkeit und stellte ihren ersten eigenen Pastor ein. Da die Gemeinde weiter wuchs, wurde 1914 eine neue Kapelle errichtet. Diese besteht grundsätzlich noch heute. 1997 kam es zu umfangreichen Erweiterungsarbeiten. Mit gegenwärtig rund 180 Mitgliedern gibt es Überlegungen zu weiteren räumlichen Erweiterungen.

## Kultur und Sehenswürdigkeiten

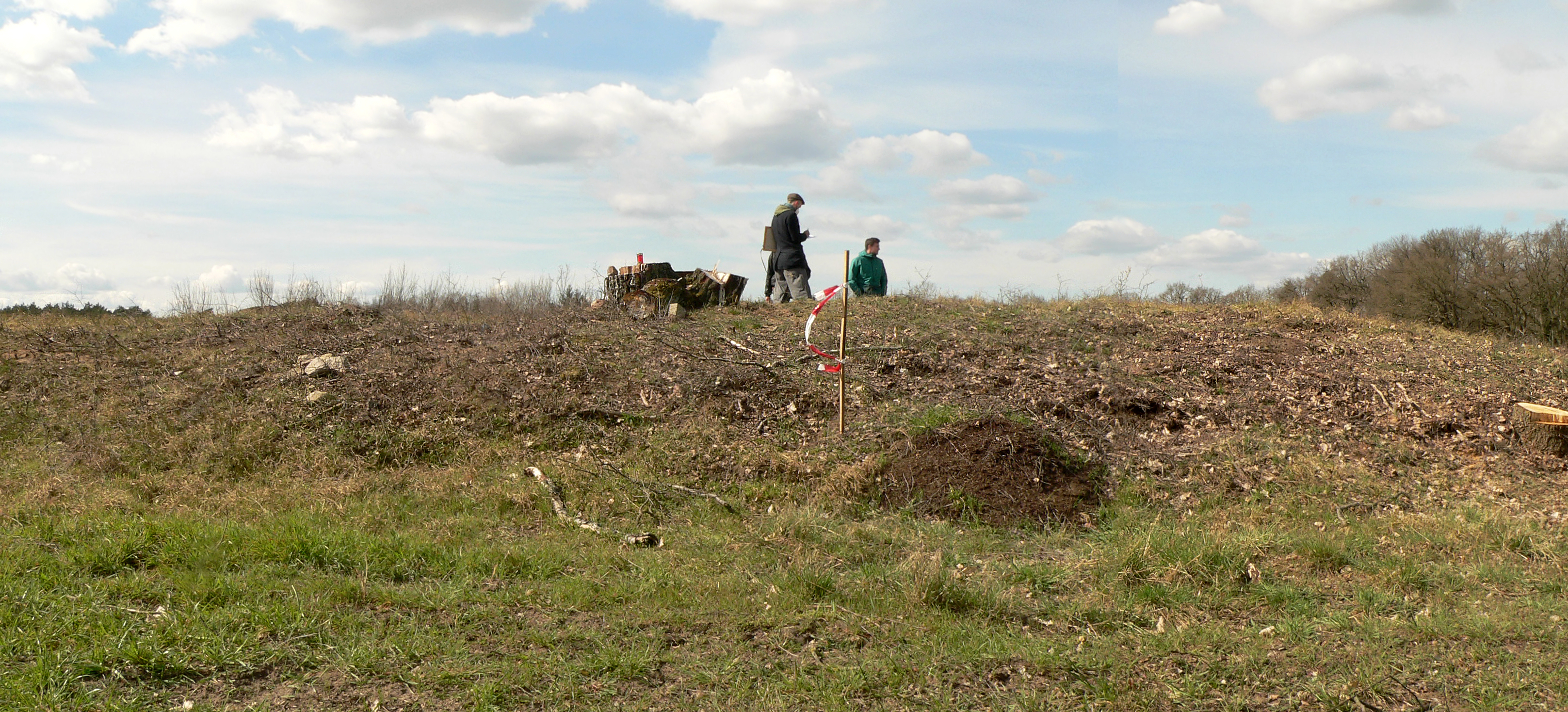
Grabhügel von Stelle, 2021

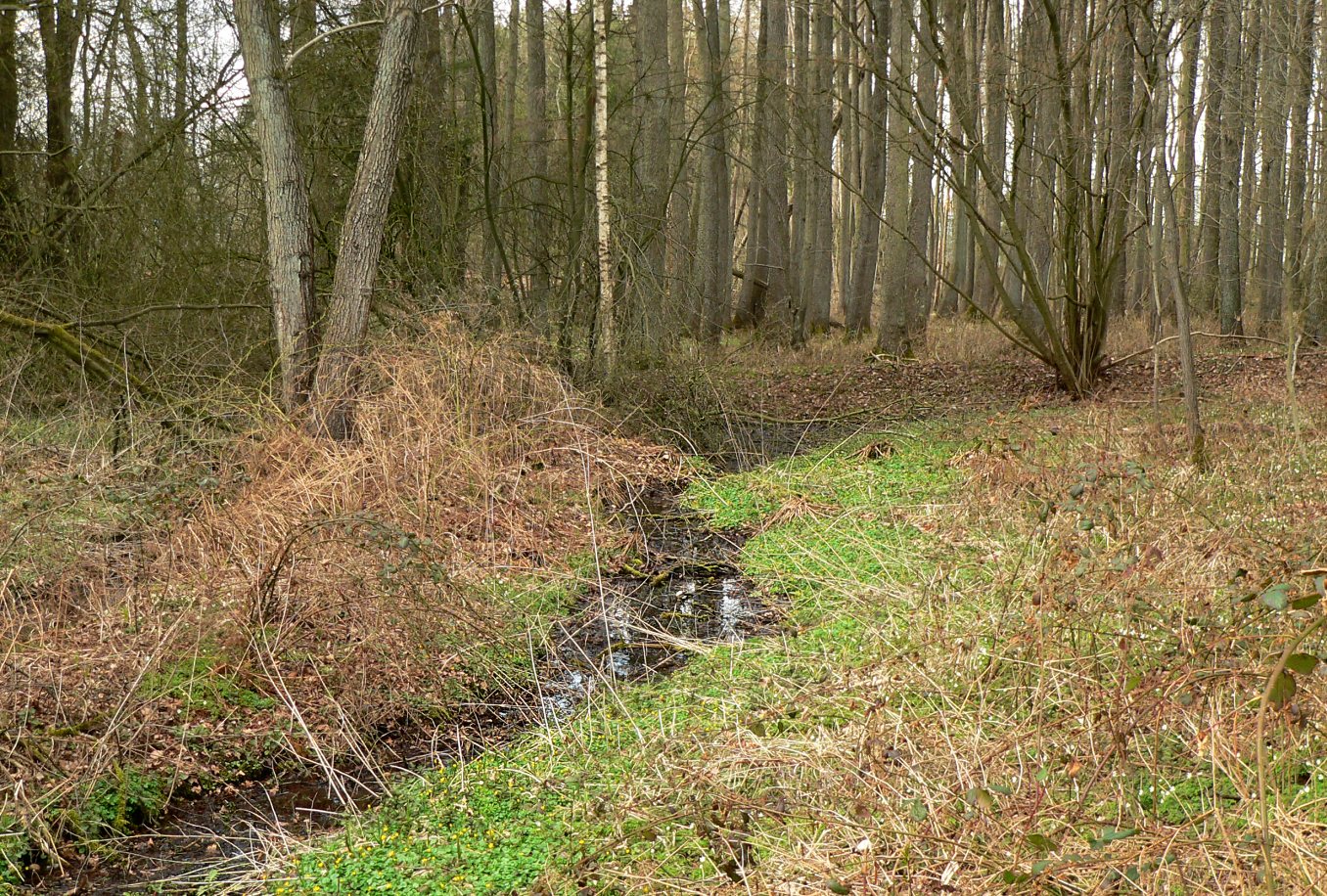
Bachlauf und Erlenwald in der Pennekuhle

Im historischen Ortszentrum ist die gewachsene Struktur des Ortes mit der evangelisch-lutherischen Kirche St. Michael (1868, Turm 1968), Schule (heute Bücherei bzw. Rathaus), Dorfkrug (Gasthaus) und Bauernhöfen (Menke, Schulten-Behr) noch grob abzulesen. Das alte Schulgebäude direkt neben der Kirche war später das Lehrer-Wohnhaus und beherbergt heute die Gemeindebücherei, das jüngere Schulgebäude ist heute das Rathaus. Auf dem Hof Behr gibt es ein Privatmuseum zur Geschichte der Gemeinde Stelle.
Im Westen von Stelle liegt auf einer Ackerfläche der Grabhügel von Stelle als etwa 4000 Jahre altes Hügelgrab, der einem Gewerbegebiet weichen soll. Dort befindet sich auch die Pennekuhle als vier Hektar großes Wald- und Feuchtgebiet mit einem geschützten Biotop.
In Stelle und Fliegenberg stehen ehemalige Wassertürme; der Wasserturm Fliegenberg wurde zu einem Wohnhaus umgebaut und steht unter Denkmalschutz. Der Kiesturm in Ashausen erinnerte an einen wichtigen Arbeitgeber: das Kieswerk Steinhage. Er wurde 2011 von der Gemeinde zur Sprengung freigegeben – und leistete mehreren Versuchen Widerstand.
In Ashausen ist die Lindenstraße die alte Dorfstraße und das Zentrum des jährlich am 1. Sonntag im Juni stattfindenden Flohmarktes mit über 10 000 Besuchern. An ihrem westlichen Ende liegt Dat Ole Huus, das der Heimatverein Ashausen erhalten und renoviert hat.
Ferner gibt es im Buchwedel einen Waldlehrpfad und den in mehreren Teilen angelegten Hochzeitswald, der u. a. von der Straße „Am Osterfeld“ zugänglich ist.  Das Steller Freibad ist ein Besuchermagnet.

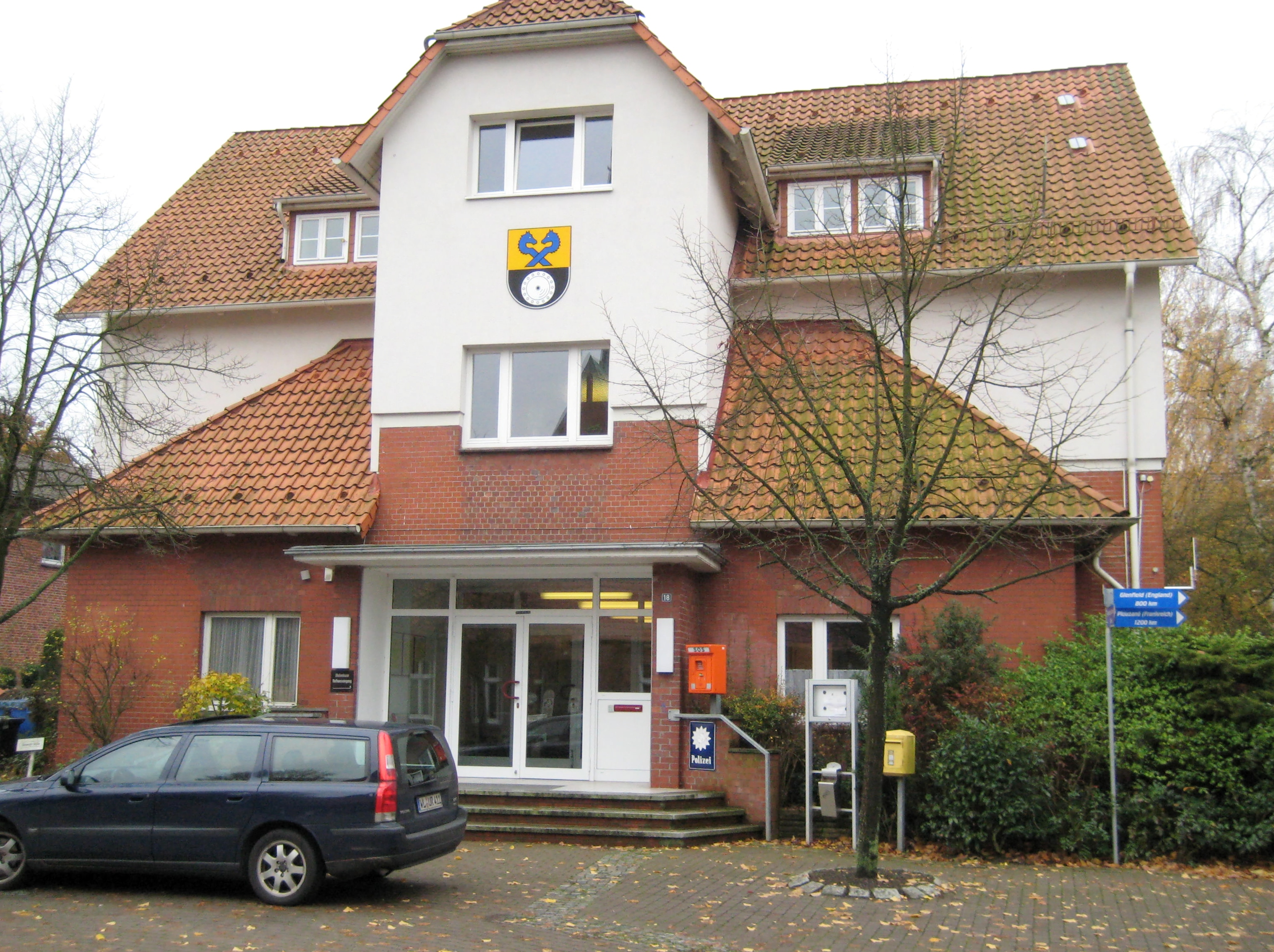
Rathaus (zuvor: jüngeres Schulgebäude)
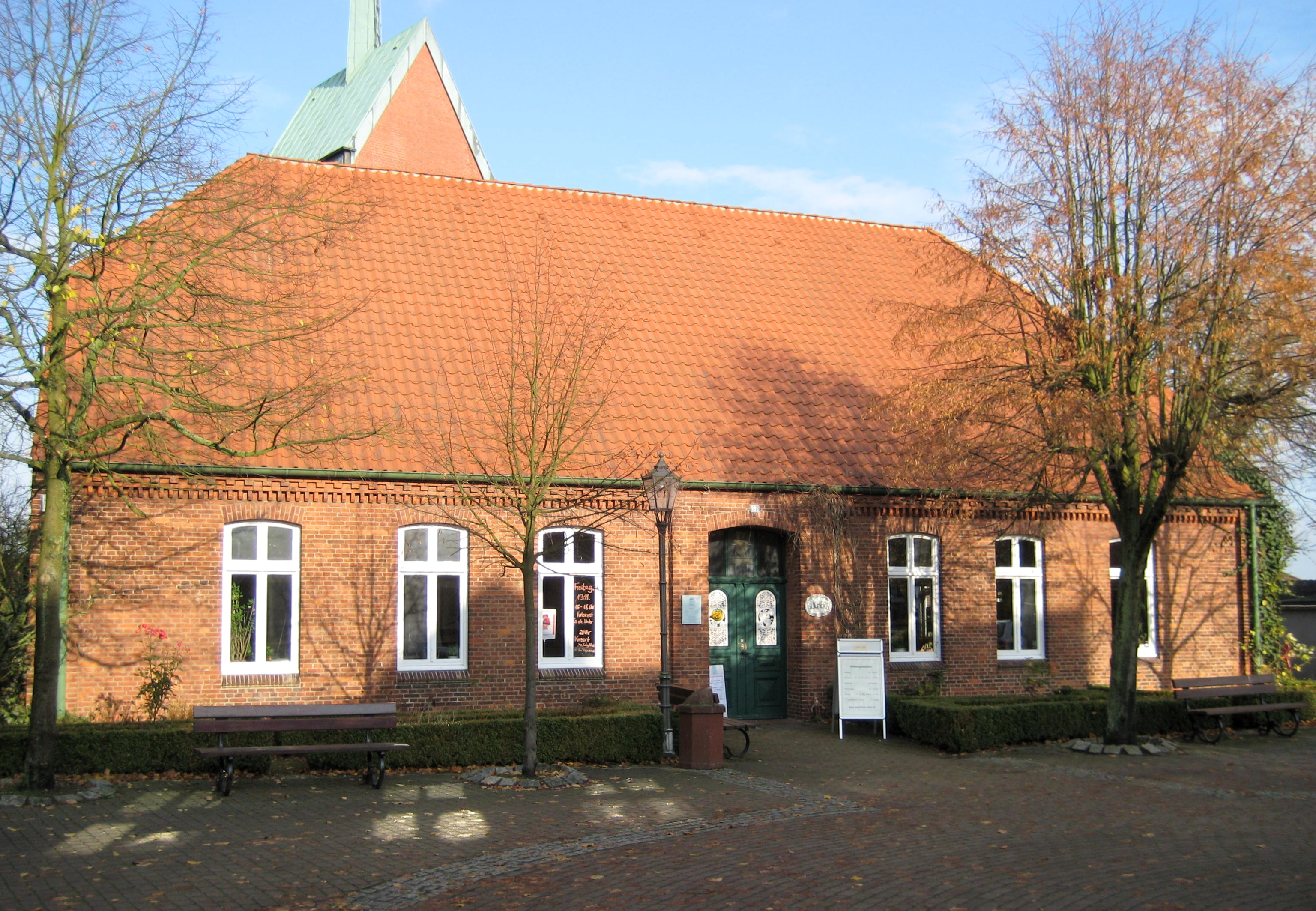
Gemeindebücherei (zuvor: altes Schulgebäude)
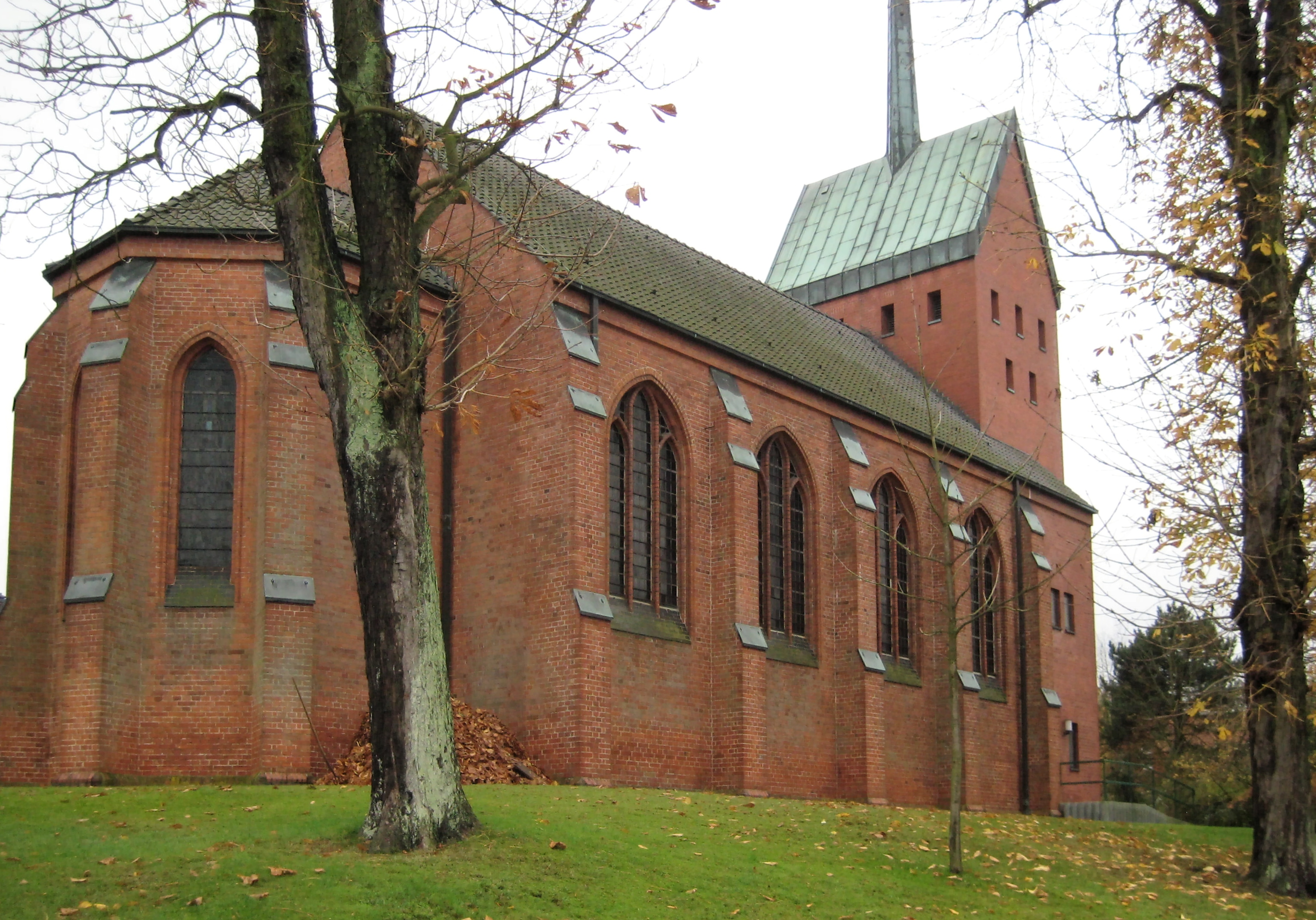
Evangelisch-lutherische St.-Michaels-Kirche
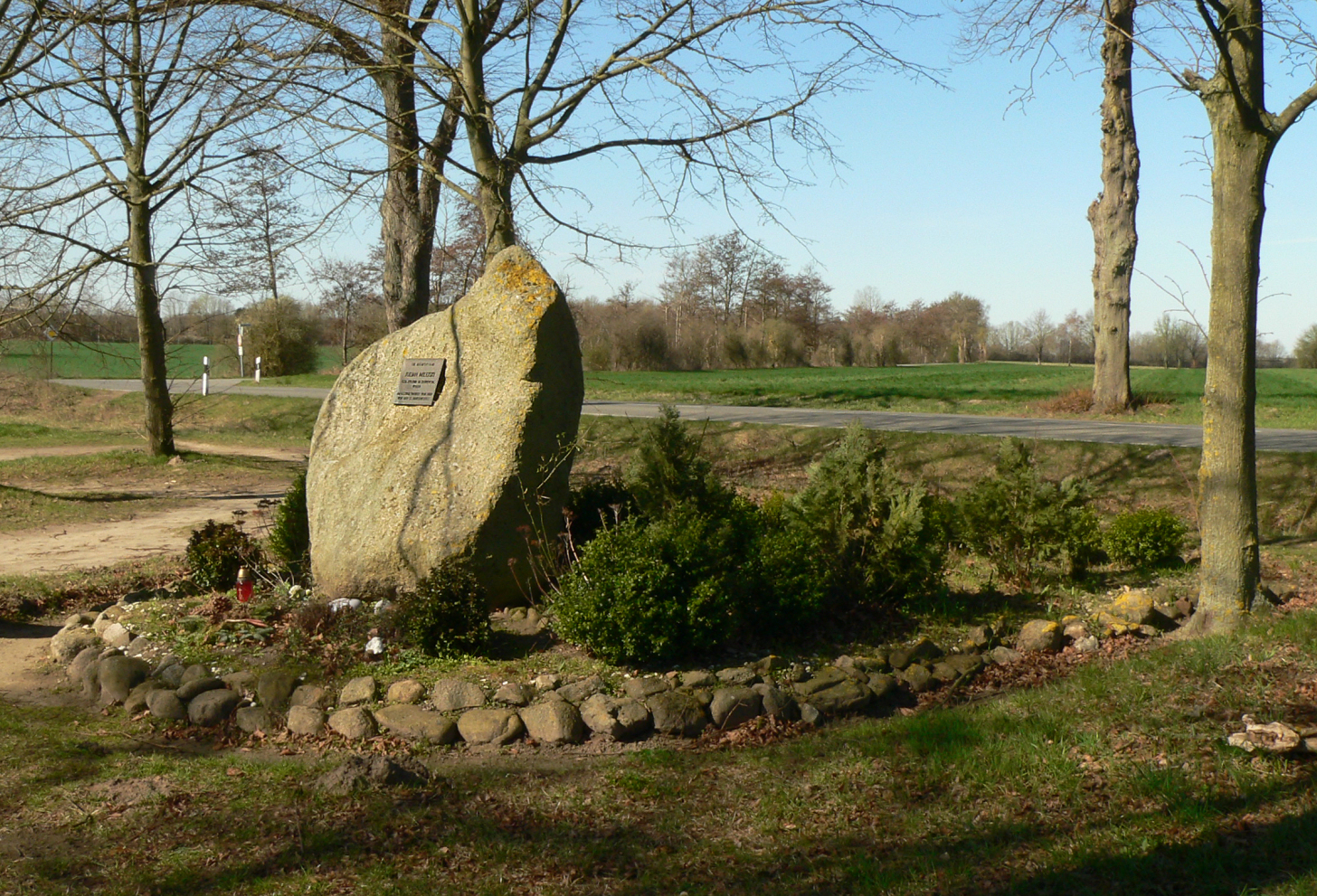
Mahnmal für Julian Milejski an der Straße Unter den Linden
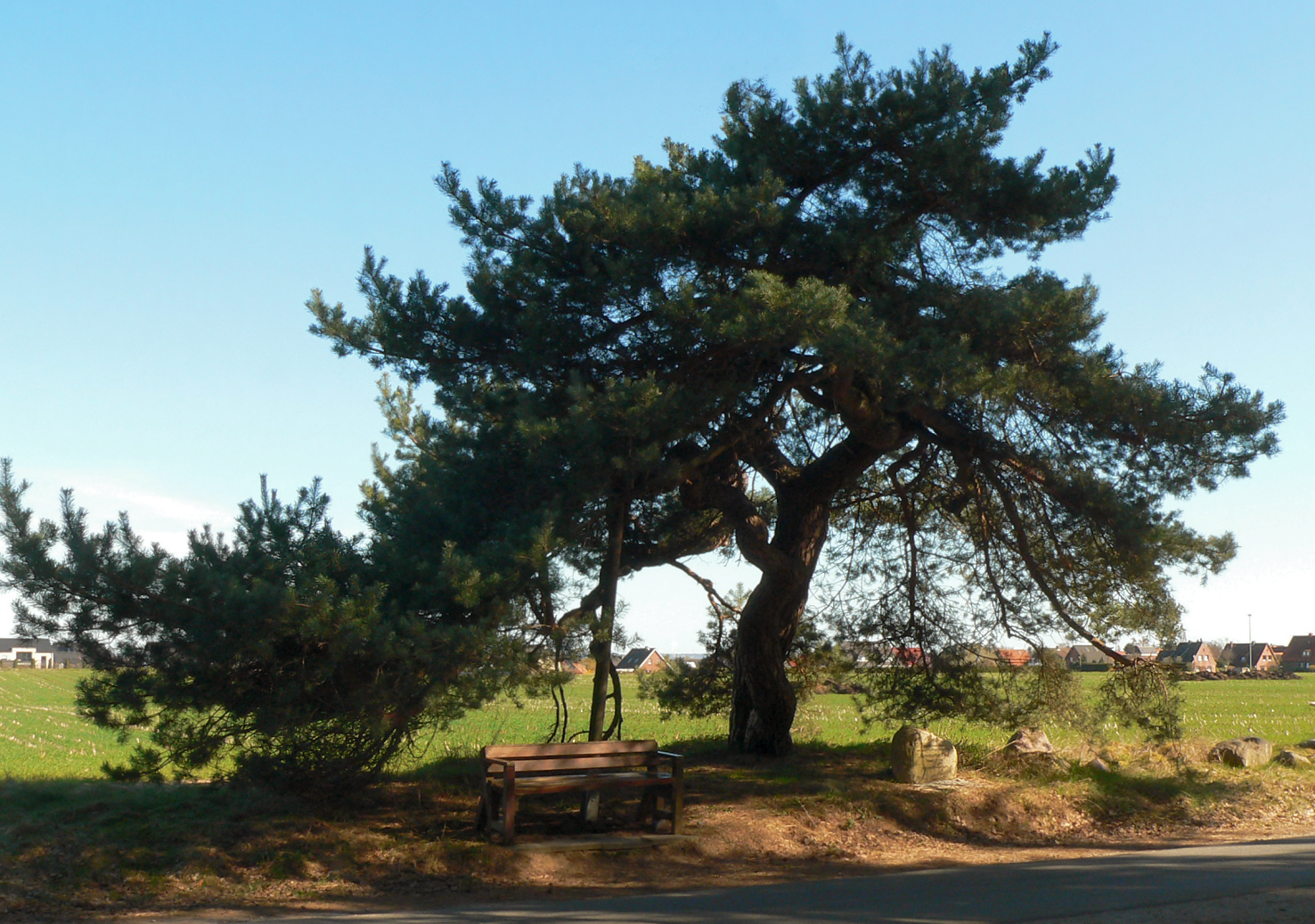
Schirmkiefer in Stelle
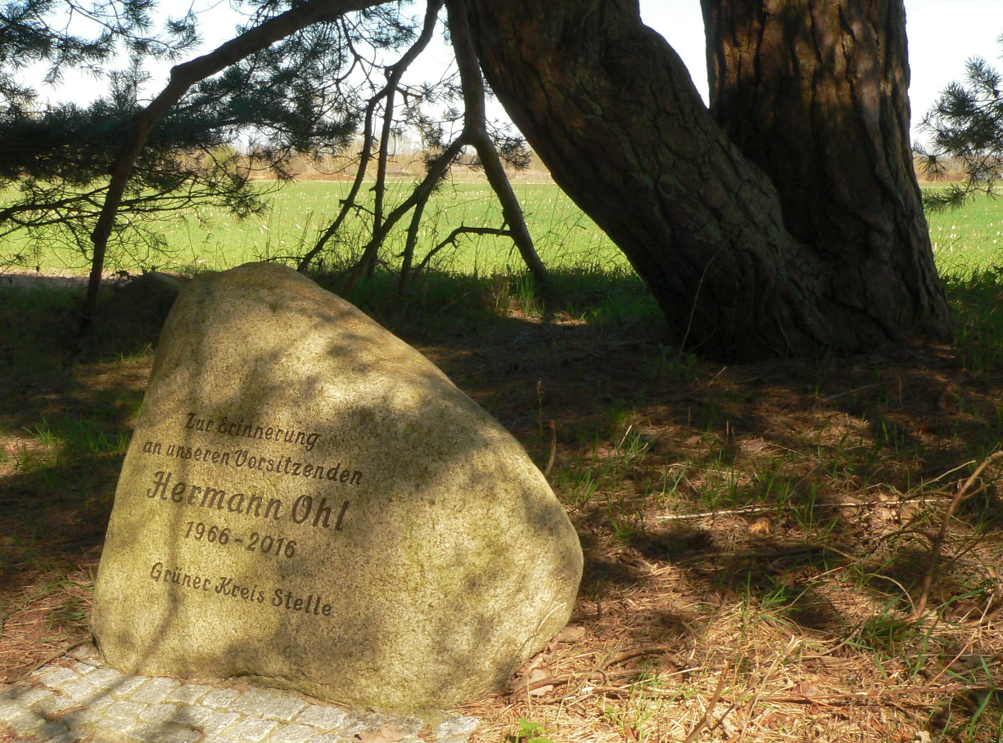
Gedenkstein unter der Schirmkiefer für den Vorsitzenden des Grünen Kreises Stelle Hermann Ohl
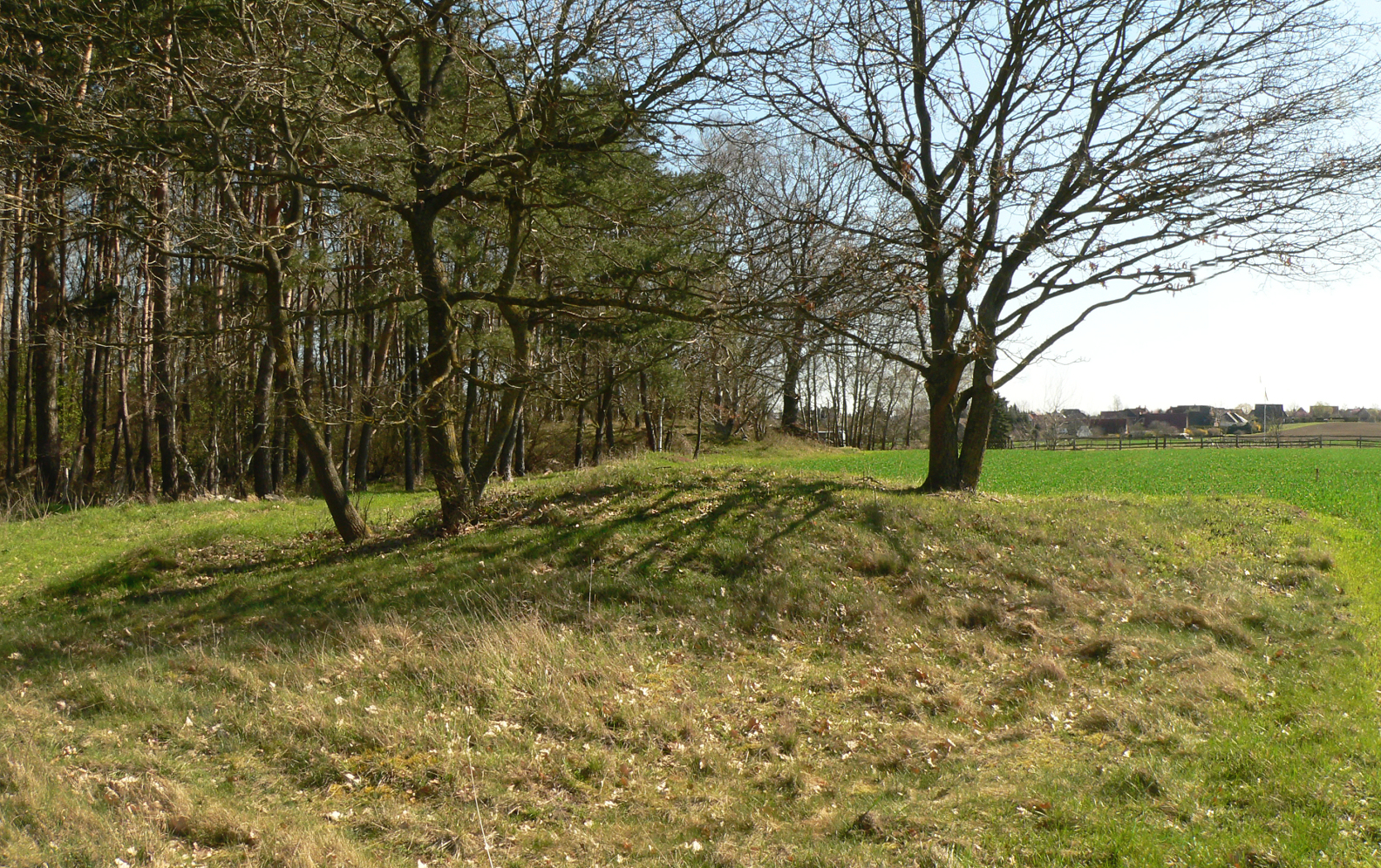
Eines der zahlreichen Hügelgräber im Ort

### Sport
Der Turn- und Sportverein Stelle von 1907/19 e. V. wurde 1907 gegründet. Mit 2525 Mitgliedern (Stand 1. Januar 2006) ist er einer der größten Vereine im Landkreis Harburg. Abteilungen: Badminton, Faustball, Fußball, Ju Jutsu, Leichtathletik, Schwimmen, Tanzen, Tennis (TC Stelle), Tischtennis, Turnen, Prellball, Rhönrad, Volleyball, Wandern.

## Wirtschaft
Aufgrund der Nähe zur Großstadt Hamburg und der verkehrsgünstigen Lage gilt Stelle als Standort für Wirtschaftsunternehmen und ein Wohnort auf dem Land für ehemalige Hamburger. Die Bevölkerung hat in den letzten Jahrzehnten durch Zuzug zugenommen. Selbst im Hauptort gibt es noch einige produzierende Bauernhöfe, aus einem der Höfe des Ortsteils Rosenweide ist eine inzwischen europaweit tätige Firma für Salatanbau und -vertrieb entstanden.
Stelle liegt an der Bahnstrecke Lehrte–Hamburg-Harburg. Die Bahnstationen Stelle und Ashausen werden von der Linie RB31 der Metronom Eisenbahngesellschaft bedient, die im Stundentakt zwischen Hamburg und Lüneburg verkehrt.

## Söhne und Töchter der Gemeinde
- Otto Wilkens (1907–1999), Politiker (NSDAP) und SA-Führer
- Gerhard Rieckmann (1923–2007), Viehhändler, Ratsmitglied, Mitglied des Kreistages, Heimatforscher, Leiter des Gemeindearchivs, Verfasser der Ortschronik sowie heimatgeschichtlicher und plattdeutscher Werke, Förderer der plattdeutschen Sprache, Träger des Bundesverdienstkreuzes
- Harald Maack (* 1955), Schauspieler
- Michael Staack (* 1959), Politologe und Hochschullehrer
- Susanne Fülscher (* 1961), Autorin
- Andreas Schulz (* 1961), Kulturmanager und Intendant
- Peter Rieckmann (* 1961), Neurologe und Klinikleiter
- Michael Mertens (* 1965), Kugelstoßer